# ベルンハルト (ザクセン＝イェーナ公)
ベルンハルト（2世）（ドイツ語：Bernhard (II), 1638年2月21日 - 1678年5月3日）は、ザクセン＝イェーナ公（在位：1672年 - 1678年）。

## 生涯
ベルンハルトはザクセン＝ヴァイマル公ヴィルヘルムとエレオノーレ・ドロテア・フォン・アンハルト＝デッサウの間に第7子として生まれた。
1654年から1657年までイェーナ大学で学んだ。その後、ベルンハルトはフランスに向かったが、父ヴィルヘルムはエルネスティン家とフランス王ルイ14世との関係を強化するために、ベルンハルトをフランスで結婚させることを計画していた。しかし、ベルンハルトはフランス王との謁見を1年半待たされ、自らの無力さを実感させられた。
フランス滞在中の1662年に、ベルンハルトはトゥアール公アンリ1世・ド・ラ・トレモイユの娘マリー・シャルロットと結婚した。華やかなことを好んだベルンハルト夫妻は、イェーナにベルンハルトが建てた邸宅（1905年に取り壊された）に引っ越し、ヴァイマル宮廷楽団をイェーナに呼び寄せた。また、テューリンゲンで最初の新聞を発行した。
ベルンハルトは実りを結ぶ会に参加した。
1672年、ベルンハルトは父の遺領を兄2人と共有し、ザクセン＝イェーナはザクセン＝ヴァイマルから独立した公国とされベルンハルトが統治することとなった。
1673年、ベルンハルトはマリア・エリザベート・フォン・コスポトと秘密の（2度目の）結婚をした。コスポト家が2人の関係を法的に正式なものとするために急がせたのが一因である。この結婚の前に、彼はマリー・シャルロットとの結婚を解消しようとしたが、イェーナ大学の神学者や法学者からの反対をうけた。このため教会評議員で元イエズス会士のアンドレアス・ヴィガントがカペレンドルフにおいて結婚式を執り行い、首相で教会議長のヨハネス・シュトラウフと税務長官クリスチャン・ヒルグントが証人となった。マリア・エリザベートは、1676年に皇帝よりアルシュテット伯爵夫人の称号を与えられた。
1678年5月3日、ベルンハルトは遺言書を作成した後、激しい熱病に襲われ死去した。1678年6月20日、自身がイェーナ市教会の地下に建造した墓に錫の棺に入れられ埋葬された。

## 子女
マリー・シャルロット・ド・ラ・トレモイユとの間に以下の子女をもうけた。
- ヴィルヘルム（1664年 - 1666年）
- ベルンハルト（1667年 - 1668年）
- シャルロッテ・マリー（1669年 - 1703年） - 1683年にザクセン＝ヴァイマル公ヴィルヘルム・エルンストと結婚
- ヨハン・ヴィルヘルム（1675年 - 1690年） - ザクセン＝イェーナ公

マリア・エリザベート・フォン・コスポトとの間に庶子を1人もうけた。
- エミーリエ・エレオノーレ（1674年 - 1709年） - 1676年にアルシュテット伯爵夫人とされる。1692年にオットー・ヴィルヘルム・フォン・テューンプリング（1660年 - 1730年6月28日）と結婚